# Journal of Literary Theory
Das Journal of Literary Theory (JLT) ist eine literaturwissenschaftliche Fachzeitschrift, die seit 2007 bei de Gruyter (Berlin/New York) erscheint. Die Zeitschrift widmet sich einem breiten literaturtheoretischen Themenspektrum. Veröffentlicht werden darüber hinaus Untersuchungen aus Nachbardisziplinen, insofern sie von literaturtheoretischem Interesse sind. Publikationssprachen sind Deutsch und Englisch.
Beiträge werden nach einem blind review-Verfahren von einem internationalen Gutachtergremium ausgewählt, bestehend aus u. a. Vladimir Biti, Lutz Danneberg, Erika Fischer-Lichte, Ulla Fix, Harald Fricke, Jerrold Levinson, Uri Margolin, Hans-Harald Müller, Ansgar Nünning, Stein Haugom Olsen, Jörg Schönert, Werner Sollors, Peter Strohschneider, Reuven Tsur und Klaus Weimar.
Ergänzend zur Printausgabe gibt es die elektronische Zeitschrift JLTonline. JLTonline veröffentlicht ausgewählte Beiträge des Journal of Literary Theory sowie Rezensionen, Tagungsberichte und Calls for Papers. Die Inhalte von JLTonline sind frei zugänglich. Seit 2022 erscheint auch Journal of Literary Theory selbst im Open Access.

## Ausgaben
Die meisten Ausgaben von JLT haben einen thematischen Schwerpunkt.
- JLT 1:1 (2007): New Developments in Literary Theory and Related Disciplines
- JLT 1:2 (2007): Emotions
- JLT 2:1 (2008): Interpretation
- JLT 2:2 (2008): Gestalt (Gastherausgeber: Karl Eibl und Katja Mellmann)
- JLT 3:1 (2009): (ohne Schwerpunkt)
- JLT 3:2 (2009): Theory of Humor
- JLT 4:1 (2010): Literary Studies and Linguistics
- JLT 4:2 (2010): Popular Culture
- JLT 5:1 (2011): Unreliable Narration
- JLT 5:2 (2011): Standards and Norms of Literary Studies
- JLT 6:1 (2012): Trauma and Literature
- JLT 6:2 (2012): Literary Theory and Media Change
- JLT 7:1-2 (2013): Theories and Models of Literary Historiography
- JLT 8:1 (2014): Context
- JLT 8:2 (2014): Semantics of Fictional Discourse
- JLT 9:1 (2015): Empirical Methods in Literary Studies
- JLT 9:2 (2015): Cultural and Literary Animal Studies (Gastherausgeber: Roland Borgards)